# Brad (Hunedoara)
Brad (veraltet Bradu; deutsch Tannendorf, ungarisch Brád auch Rudabánya) ist eine Kleinstadt im Kreis Hunedoara in Rumänien. Der Name kommt vom rumänischen Wort brad, zu Deutsch „Tanne“.

## Geographische Lage

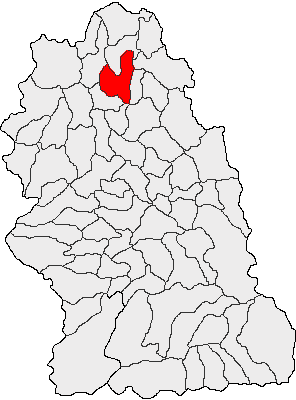
Lage von Brad im Kreis Hunedoara

Brad liegt am Drum național 76, hier ein Teilabschnitt der E 79, in einer nach der Stadt benannten Talsenke (Depresiunea Brad) am Oberlauf des Flusses Crișul Alb (Weiße Kreisch), zwischen dem Bihor-Gebirge im Norden und dem Siebenbürgischen Erzgebirge im Süden. Die Kreishauptstadt Deva befindet sich 36 km südlich.

## Geschichte
In der Region der heutigen Stadt wird seit langer Zeit Bergbau betrieben, insbesondere der Abbau von Gold. Die ältesten archäologischen Funde stammen aus der Stein- und der Bronzezeit. Aus der Periode der Vorherrschaft des Römischen Reiches sind Bergarbeiter-Siedlungen belegt. Im Jahr 1445 wurde Brad erstmals urkundlich erwähnt; um 1600 war es ein lokales Verwaltungszentrum. 1784 ging von hier der Bauernaufstand unter Horea, Cloșca und Crișan aus. 1848 war Brad eines der Zentren der rumänischen Revolutionäre unter Avram Iancu.
Bis 1918 gehörte Brad zum Königreich Ungarn, unter osmanischer Oberherrschaft zum Fürstentum Siebenbürgen bzw. zu Österreich-Ungarn. Nach dem Ersten Weltkrieg kam der Ort – wie das gesamte Siebenbürgen – zu Rumänien.
Von 1927 bis 1930 und endgültig seit 1941 besaß bzw. besitzt Brad den Status einer Stadt. 1995 wurde diese in den Rang eines Munizipiums erhoben.
Seitdem 2006 der Goldabbau in der Region zum Erliegen gekommen ist, sind nur noch wenige Betriebe vorhanden und die Anzahl der Arbeitsplätze geht stetig runter, was auch bei dem 1999 gegründeten Textilbetrieb TEBA BRAD INDUSTRY SRL, vom Höchststand der Angestellten 450 2011 auf 73 im Jahr 2020, zu verzeichnen sind.

## Bevölkerung
Im Jahr 1785 hatte Brad 1499 Bewohner. 1850 waren im Ort 4031 Einwohner registriert, darunter 3809 Rumänen und 143 Roma. Im Jahr 1992 wurde mit 18.861 die höchste Bevölkerungszahl ermittelt. Bei der Volkszählung 2002 lebten in Brad 16.482 Personen, davon etwa 14.000 in der eigentlichen Stadt und ca. 2500 in den fünf Katastralgemeinden. 16.021 waren Rumänen, 226 Ungarn, 154 Roma, 54 Deutsche und 27 andere.

## Verkehr
Brad ist Endpunkt einer Bahnstrecke von Arad, auf der täglich etwa fünf Zugpaare verkehren. Die Fortführung der Strecke in Richtung Deva ist von Brad ausgehend demontiert. Durch die Stadt führt die Europastraße von Oradea nach Thessaloniki. Von ihr zweigt in Brad die Nationalstraße 74 nach Alba Iulia ab.

## Sehenswürdigkeiten
- „Goldmuseum“
- Ethnographisches Museum
- Bahnhofsgebäude (1896, historisches Denkmal)[6]

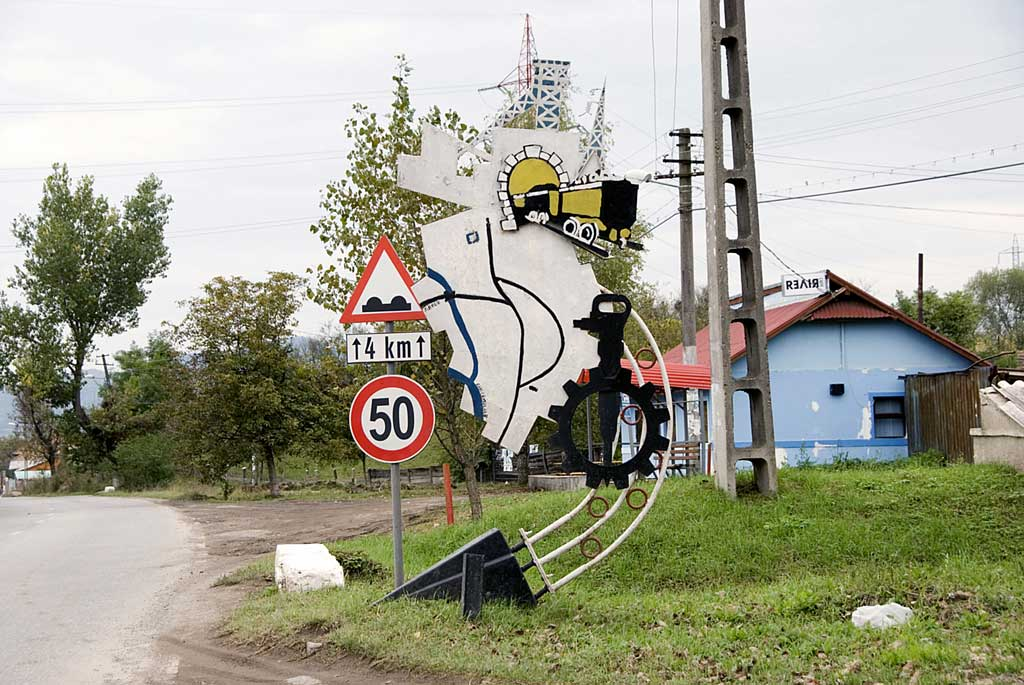
Bergbaudenkmal am nördlichen Ortseingang
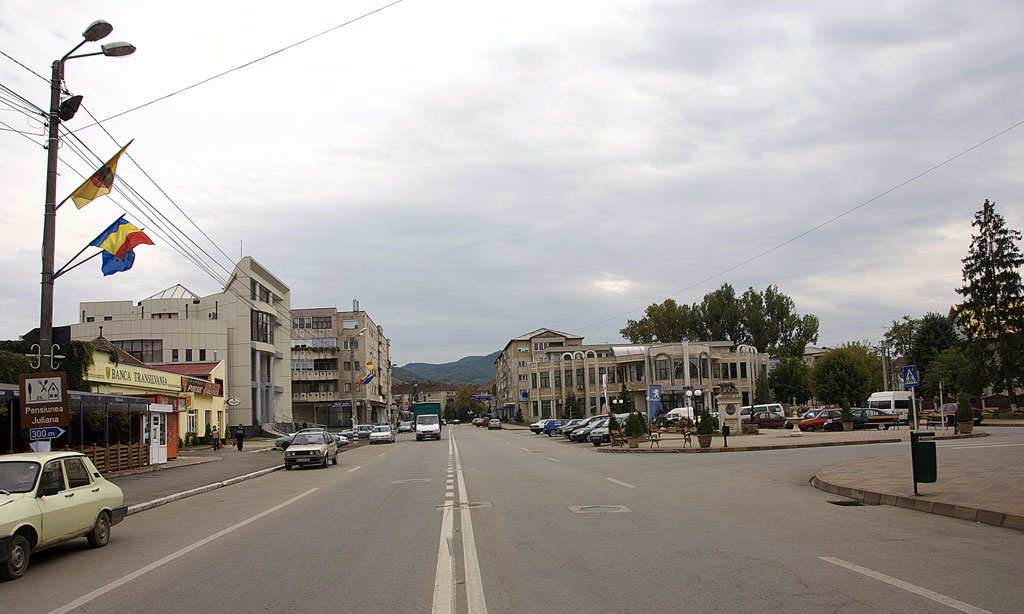
Ortszentrum
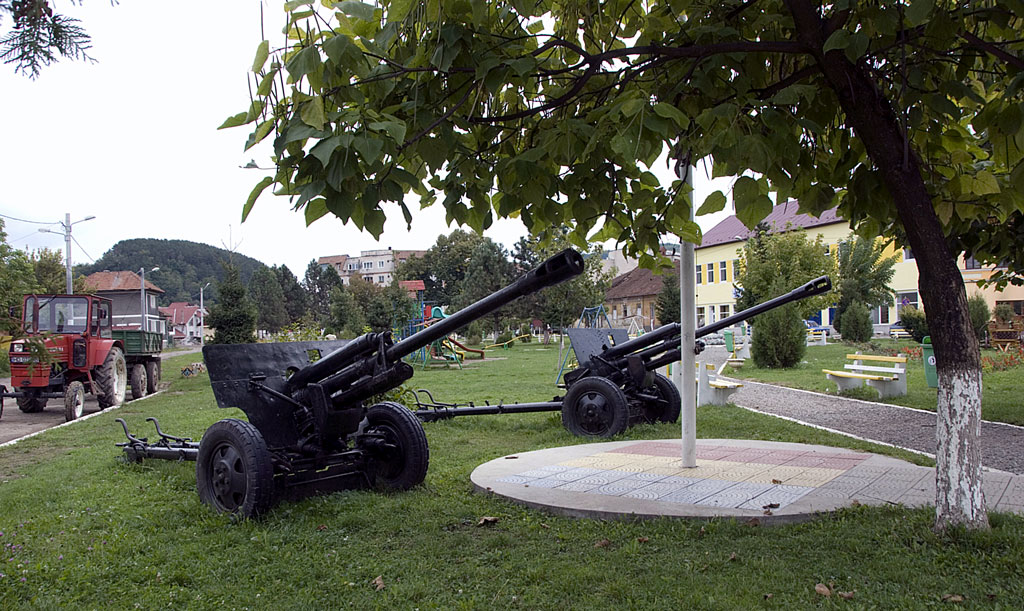
Geschütz-Denkmal in der Ortsmitte
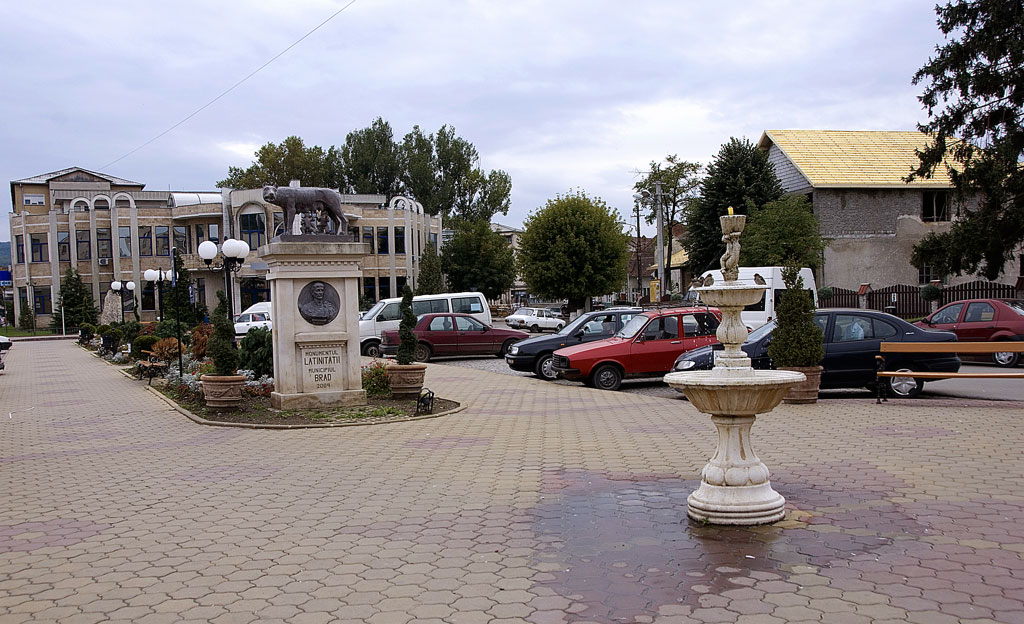
Denkmal
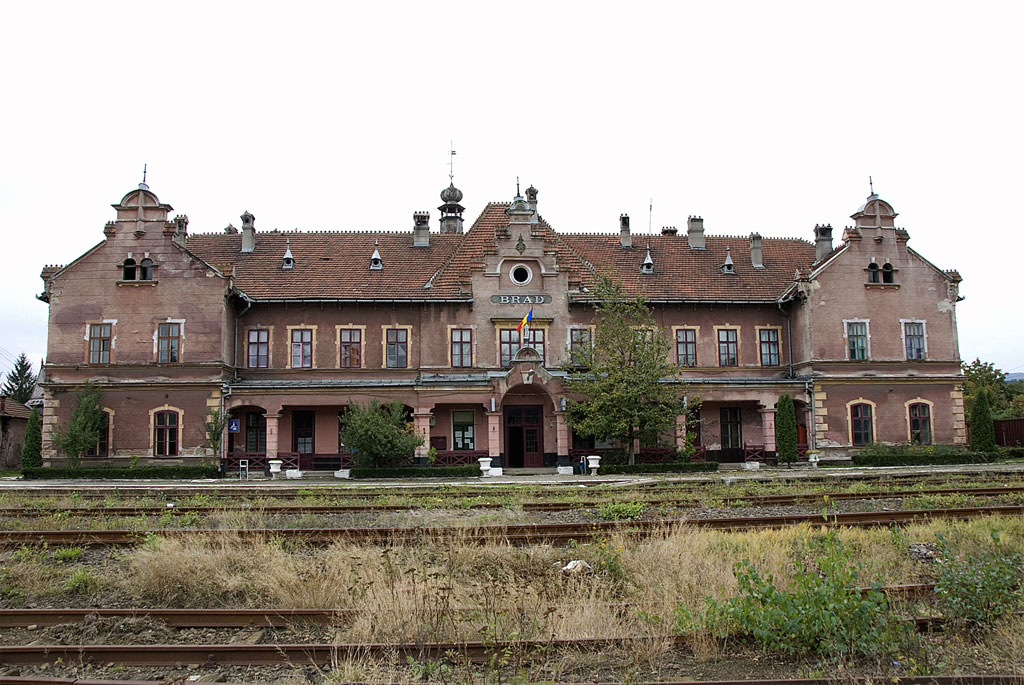
Historischer Bahnhof

## Persönlichkeiten
- Teodor Meleșcanu (* 1941), Politiker, ehemaliger Außen-, Justiz- und Verteidigungsminister[7]
- Gheorghe Falcă (* 1967), Politiker und Ingenieur
- Paula Hriscu (* 1993), Sängerin und Schauspielerin